# Ogroble
Ogroble est une localité polonaise de la gmina de Wierzchlas, située dans le powiat de Wieluń en voïvodie de Łódź.